# Luna 1968A
Luna 1968A fu un tentativo da parte dell'URSS di porre un satellite artificiale in orbita attorno alla Luna.

## La missione
La missione fu un insuccesso. Luna 1968A fu lanciata il 7 febbraio 1968 ma a causa di un malfunzionamento del razzo vettore non raggiunse mai lo spazio.